# 松井正人
松井 正人（まつい まさと、不明 - ）は日本の外交官。ホンジュラス駐箚特命全権大使。

## 人物
東京都出身。1972年、外務省入省。1977年、明治大学政治経済学部卒業。
2度のスペインへの赴任の他、チリ大使館参事官、グアテマラ大使館参事官など、主に中南米諸国の在外公館で公務。本省では、経済協力局無償資金協力課、中南米二課、官房会計課、国際報道課などに勤務。2015年4月、本省警備対策室長。2016年、ホンジュラス共和国駐箚特命全権大使。